# Hypertrofie (celbiologie)

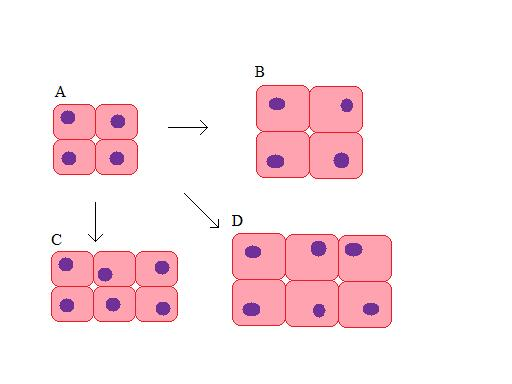
Normale cellen (A), hypertrofie (B), hyperplasie (C) en (D) combinatie.

Hypertrofie (Grieks: 'overmatige voeding') is het fysiologische verschijnsel, dat weefsels of organen in grootte toenemen, door vergroting van het volume van de afzonderlijke cellen. Hypertrofie betekent op cellulair niveau dat de cel meer water en bouwstoffen opneemt, met als gevolg een toename van het celvolume.
Het aantal cellen neemt bij hypertrofie niet toe, in tegenstelling tot hyperplasie, waarbij de grootte van weefsels of organen toeneemt door toename van het cel-aantal. Hypertrofie is het tegenovergestelde van atrofie, waarbij weefsels of organen in grootte afnemen door verkleining van het celvolume.

## Vormen
- spierhypertrofie: een van de zichtbaarste vormen van orgaanhypertrofie vindt plaats in het skeletachtig spierweefsel. Als reactie op krachttraining gaat de spier groeien. Afhankelijk van het type training neemt de spieromvang toe, door vergroting van het sarcoplasmavolume, of door grotere hoeveelheden van de samentrekbare proteïnen actine en myosine in de spiercellen.
- ventriculaire hypertrofie: de vergroting van de ventrikels van het hart. Hierdoor wordt de hartwand minder soepel zodat de hartkamers tijdens de hartontspanning of diastole, minder goed gevuld worden met bloed. Hierdoor ontstaat drukbelasting in de ventrikels.